# راینو پویه
راینو پویه (به صربی: Rajno Polje) یک منطقهٔ مسکونی در صربستان است که در لسکواس واقع شده‌است. راینو پویه ۷۳۹ نفر جمعیت دارد.